# Lista de deputados estaduais do Maranhão da 4.ª legislatura
Esta é a lista de deputados estaduais do Maranhão eleitos para legislatura 1959-1963. Os parlamentares irão legislar por um mandato de quatro anos. A cada biênio, é eleita uma mesa diretora dentre os parlamentares para chefiar os trabalhos da Assembleia Legislativa do Maranhão.

## Composição das bancadas
| Partido | Líder                    | Bancada | Posição  |
| ------- | ------------------------ | ------- | -------- |
| PSD     | Ivar Saldanha            | 21 / 40 | Governo  |
| UDN     | Raimundo Bogéa           | 6 / 40  | Oposição |
| PSP     | Antônio Alves Gondim     | 6 / 40  | Oposição |
| PTB     | Alberto Aboud            | 4 / 40  | Governo  |
| PDC     | José Mário Carvalho      | 2 / 40  | Oposição |
| PR      | Manoel de Oliveira Gomes | 1 / 40  | Oposição |

## Deputados Estaduais
Foram eleitos 40 deputados estaduais e as vagas foram assim distribuídas: PSD vinte e uma, Oposições Coligadas quinze, PTB quatro.
| Número | Deputados estaduais eleitos      | Partido | Votação | Percentual | Cidade onde nasceu | Unidade federativa |
| 41569  | José Gabriel dos Santos Neto     | PSD     | 4.642   |            | Caxias             | Maranhão           |
| 41363  | Luís Coelho                      | PSD     | 4.506   |            | Benedito Leite     | Maranhão           |
| 41306  | Raimundo Emerson Machado Bacelar | PSD     | 4.465   |            | Itapecuru-Mirim    | Maranhão           |
| 41381  | Ivar Saldanha                    | PSD     | 4.227   |            | Rosário            | Maranhão           |
| 41820  | Lauro Barbosa Ribeiro            | PSD     | 4.176   |            | Parnarama          | Maranhão           |
| 41625  | José Ribamar Bayma Serra         | PSD     | 4.076   |            | São Luís           | Maranhão           |
| 41412  | Gonçalo Moreira Lima             | PSD     | 3.983   |            | Estreito           | Maranhão           |
| 41575  | Travassos Furtado                | PSD     | 3.983   |            | Viana              | Maranhão           |
| 41590  | Telêmaco Leda Ribeiro            | PSD     | 3.955   |            | Bacabal            | Maranhão           |
| 22279  | Antenor Freitas de Abreu         | UDN     | 3.661   |            | Colinas            | Maranhão           |
| 41618  | Walter de Matos Carvalho         | PSD     | 3.419   |            | Barreirinhas       | Maranhão           |
| 41257  | Themístocles Teixeira            | PSD     | 3.317   |            | Pastos Bons        | Maranhão           |
| 41453  | José Bento Nogueira Neves        | PSD     | 3.202   |            | Itapecuru-Mirim    | Maranhão           |
| 41194  | Edson Freitas Diniz              | PSD     | 3.175   |            | Araioses           | Maranhão           |
| 20154  | Manoel de Oliveira Gomes         | PR      | 3.087   |            | Bacabal            | Maranhão           |
| 22823  | Raimundo Bogéa                   | UDN     | 3.075   |            | Grajaú             | Maranhão           |
| 41371  | Mário Flexa Ribeiro              | PSD     | 3.060   |            | Belém              | Pará               |
| 17703  | José Mário de Araújo Carvalho    | PDC     | 3.040   |            | São Luís           | Maranhão           |
| 41753  | Milton Benedito Ericeira         | PSD     | 3.000   |            | Arari              | Maranhão           |
| 41152  | Eurico da Rocha Santos           | PSD     | 2.979   |            | São João dos Patos | Maranhão           |
| 46999  | Manoel Vera Cruz Ribeiro Marques | PSP     | 2.959   |            | Pedreiras          | Maranhão           |
| 22125  | Evandro Ferreira de Araújo Costa | UDN     | 2.940   |            | São Bento          | Maranhão           |
| 41197  | Osvaldo Apolônio Ferreira Campos | PSD     | 2.870   |            | Penalva            | Maranhão           |
| 22271  | Nunes Freire                     | UDN     | 2.859   |            | Grajaú             | Maranhão           |
| 17274  | Ivaldo Perdigão Freire           | PDC     | 2.830   |            | São Luís           | Maranhão           |
| 41153  | Artur Carvalho                   | PSD     | 2.805   |            | Santa Rita         | Maranhão           |
| 41394  | Lauro Berredo Martins            | PSD     | 2.787   |            | São Luís           | Maranhão           |
| 46151  | Antônio Alves Gondim             | PSP     | 2.734   |            | Brejo              | Maranhão           |
| 22694  | Eduardo Viana Pereira            | UDN     | 2.725   |            | Turiaçu            | Maranhão           |
| 41854  | José Coutinho de Almeida         | PSD     | 2.659   |            | Pindaré-Mirim      | Maranhão           |
| 46447  | José Anselmo dos Reis Freitas    | PSP     | 2.647   |            | Colinas            | Maranhão           |
| 41880  | Didácio Coelho dos Santos        | PSD     | 2.616   |            | Santa Luzia        | Maranhão           |
| 46182  | Domingos Rego                    | PSP     | 2.428   |            | Pastos Bons        | Maranhão           |
| 22230  | Leônidas Quaresma dos Santos     | UDN     | 2.363   |            | Vitória do Mearim  | Maranhão           |
| 46205  | Joaquim Rodrigues Mochel         | PSP     | 2.306   |            | Cururupu           | Maranhão           |
| 14986  | Alberto Aboud                    | PTB     | 2.260   |            | São Luís           | Maranhão           |
| 14813  | Vieira da Silva                  | PTB     | 2.222   |            | São Luís           | Maranhão           |
| 46919  | Francisco Ferreira Figueiredo    | PSP     | 2.080   |            | São Vicente Ferrer | Maranhão           |
| 14414  | Wilson de Sá Marques             | PTB     | 1.766   |            | Caxias             | Maranhão           |
| 14333  | Walter Derick Mendes Ribeiro     | PTB     | 1.755   |            | São Luís           | Maranhão           |